# Hans von Keudell
Hans von Keudell (ur. 5 kwietnia 1892, zm. 15 lutego 1917 w okolicach Vlammertinghe w Belgii) – as lotnictwa niemieckiego z 12 zwycięstwami w I wojnie światowej.

## Życiorys
Służbę wojskową rozpoczął w wieku 12 lat w 1904 roku jako kadet. W roku 1911 został przyjęty do 3 Pułku Ułanów im. Cesarza Rosji Aleksandra II. W pierwszych miesiącach I wojny światowej służył na najpierw na froncie wschodnim (na ziemiach współczesnej Polski), a później na zachodnim we Francji.
7 czerwca 1915 został przeniesiony do lotnictwa.  W końcu 1915 roku został przydzielony do jednostek walczących pod Verdun. Po treningu na jednomiejscowych myśliwcach został skierowany do nowo utworzonej eskadry Jagdstaffel 1. Hans von Keudell odniósł swoje pierwsze zwycięstwo powietrzne 31 sierpnia 1916 roku nad samolotem Martinsyde G.100. W eskadrze Jasta 1 odniósł jeszcze 10 zwycięstw. Na początku stycznia 1917 roku został odkomenderowany do tworzenia nowej eskadry lotniczej Jagdstaffel 27. Odniósł pierwsze zwycięstwo eskadry 15 lutego 1917 roku tuż przed poniesieniem śmierci w walce z samolotami 1 i 46 Eskadry RAF.

## Odznaczenia
- Królewski Order Rodu Hohenzollernów – 1 stycznia 1917